# Mi amor sin tiempo
Mi amor sin tiempo je mexická telenovela produkovaná Carlosem Morenem pro společnost Televisa a vysílaná na stanici Las Estrellas od 15. července do 1. listopadu 2024. V hlavních rolích hráli Karla Esquivel, Andrés Baida, Leticia Calderón, Juana Arias, Mane de la Parra a Alejandro Camacho.

## Obsazení
- Karla Esquivel jako Fátima
- Andrés Baida jako Sebastián
- Leticia Calderón jako Greta
- Juana Arias jako Bárbara
- Mane de la Parra jako Daniel
- Karyme Lozano jako Renata
- Alejandro Camacho jako Federico
- Michael Ronda jako Adrián
- Yolanda Ventura jako Lucía
- Luz María Jerez jako Ana
- Alma Delfina jako Jesusa
- Eric del Castillo jako Álvaro
- Federico Ayos jako Pablo
- Mauricio Abularach jako Mario
- Damiana Bej jako Triana
- Andrea de Fátima jako Brenda
- Denia Agalianou jako Carla
- Alejandra Andreu jako Verania
- Paola Toyos jako Genoveva
- Julia Argüelles jako Carolina
- Rafaella Gavira Bigorra jako Macarena
- Claudia Zepeda jako Maricruz
- Raquel Morell jako Maggie
- Laura Luz jako Carmen
- María Marcela jako Sara
- Roberto Mateos jako José
- Ian Andrade jako Remigio
- José Elías Moreno jako Gonzalo
- Michel Duval jako Claudio Altamirano